# 原田将太郎
原田 将太郎 （はらだ しょうたろう、4月23日 - ）は、日本の漫画家。兵庫県神戸市出身。大阪芸術大学芸術学部デザイン学科卒業。現在は同人作家としての活動が多い。作品のうち『D4プリンセス』はアニメ化されている。

## 人物・作風
連載の扉など、作者名の付近に「はらしよ」という落款風のサインをほぼ必ず描いている。
アーケードゲーム雑誌『ゲーメスト』のマスコットキャラクターの「むーちゃん」は原田が読者投稿時代に公募で採用されたキャラクターである。
氷川へきると仲が良く、原田の同人誌には、ほとんどの場合、氷川との対談が載っている。
漫画『炎の闘球女 ドッジ弾子』の企画「きみの闘球女イラストコンテスト」において、原田の投稿したキャラクター「鳥音道ルリ」がグランプリ受賞している。

## 作品リスト
- なななな（『月刊コミック電撃大王』）
- D4プリンセス（『月刊コミック電撃大王』1998年 - 2000年）
- ヒメヤカヒメサマ（『月刊コミック電撃大王』2006年9月号 - 2007年11月号）
- 宣伝漫画「鎮守府通信」（『ファミ通コミッククリア』2013年7月9日 - ）